# Fritz Szepan
Fritz Szepan (Gelsenkirchen, 1907. szeptember 2. – Gelsenkirchen, 1974. december 14.) világbajnoki bronzérmes német labdarúgó, csatár, edző.

## Pályafutása

### Klubcsapatban
Szepan Gelsenkirchenben született. Családja a kelet-poroszországi Kreis Neidenburgból költözött ide. 1924-ben a Schalke 04 csapatában kezdte a labdarúgást és a következő évben mutatkozott be az első csapatban. A Schalkéval hatszoros német bajnok és egyszeres német kupagyőztes. A vesztfáliai Gauligát sorozatban 11-szer nyerte meg a csapattal 1934 és 1944 között. Összesen 342 bajnoki mérkőzésen szerepelt és 234 gólt szerzett. 1950-ben vonult vissza az aktív labdarúgástól.

### A válogatottban
1929 és 1939 között 34 alkalommal szerepelt a német válogatottban és nyolc gólt szerzett. Részt vett az 1934-es olaszországi világbajnokságon, ahol bronzérmet szerzett a csapattal. Az 1936-os berlini olimpián sérülés miatt nem vett részt. Tagja volt az 1938-as franciaországi világbajnokságon részt vevő együttesnek is. 1934 és 1939 között a válogatott csapatkapitánya volt.

### Edzőként
1949 és 1954 között a Schalke 04 vezetőedzője volt. Ezt követően 1956-ig a Rot-Weiß Essen szakmai munkáját irányította, ahol az 1954–55 idényben bajnoki címet ért el a csapattal.

## Sikerei, díjai

### Játékosként
Németország
- Világbajnokság
  - bronzérmes: 1934, Olaszország

 FC Schalke 04
- Német bajnokság
  - bajnok (6): 1933–34, 1934–35, 1936–37, 1938–39, 1939–40, 1941–42
- Német kupa (Tschammerpokal)
  - győztes (1): 1937
- Vesztfáliai Gauliga
  - bajnok (11): 1933–34, 1934–35, 1935–36, 1936–37, 1937–38, 1938–39, 1939–40, 1940–41, 1941–42, 1942–43, 1943–44

### Edzőként
Rot-Weiß Essen
- Német bajnokság
  - bajnok (1): 1954–55